# De wraak van de Chinees
De wraak van de Chinees is het 16de album uit de reeks jeugdzonden en het 3de verhaal uit de reeks Jakke en Silvester. Het album verscheen in 1983.
Het titelverhaal is getekend door François Walthéry op een scenario van hemzelf, Peyo en Gos. Gos en Peyo kregen in dit verhaal ook een cameo. Het verscheen oorspronkelijk in 1966 en 1967 in Le Soir Illustré en werd in 1979 heruitgegeven in Robbedoes.
Hoewel dit verhaal als derde werd uitgegeven in zowel het tijdschrift als in album, komt dit verhaal chronologisch voor Op het spoor van de Schorpioen, dat als vierde album werd uitgegeven.
Naast het titelverhaal bevat het album ook nog 3 andere verhalen getekend door Walthéry:
- Pipo en vrienden: 8 gags van telkens 1 pagina uit 1962-1963 uit Ons Volkske, later in Robbedoes heruitgegeven in 1978.[3] Deze grappen zijn getekend op een scenario van Mitteï, die de toen 16-jarige Walthéry als vervanger voor de zieke tekenaar Géry had aangetrokken. Walthéry ondertekende zijn gags onder de naam POP'S, zijn vroegere bijnaam.
- De wedrennen: een verhaal uit 1968 op een eigen scenario.
- Roland Haspelaar: een verhaal uit 1968 op een scenario van Gos, die ook model staat voor het personage Roland.

## Verhalen

### De wraak van de Chinees
Iemand lijkt het gemunt te hebben op het leven van Jakke en Silvester. Na een aantal dodelijke bedreigingen te hebben doorstaan, maakt inspecteur Borstel hen duidelijk dat hun oude vijand, de markies of de Chinees (zie De Chinese puzzel), is ontsnapt uit de gevangenis. Jakke en Silvester willen hem vinden en gaan op zoek naar zijn familie. Zijn nichtje maakt zich verdacht en wordt in de gaten gehouden. Zij verbergt inderdaad haar oom. Bij een huiszoeking vinden ze de markies echter niet terug, maar die heeft zich verstopt op het dak.
De markies wil ongezien ontsnappen uit de flat van zijn nicht. Voor zijn plan nodigt zijn nicht een aantal mensen uit. Als het feestje bezig is, vraagt de markies een van de genodigden om van identiteit te wisselen. Die stemt toe. Na de transformatie gaat de genodigde weg. Silvester en de politie volgen de man, maar ze laten Jakke buiten achter. Die wordt gegrepen door de nicht van de markies. Zij wil niet medeplichtig zijn en stuurt Jakke in haar auto achter de echte markies aan, die op een motorfiets is vertrokken. De achtervolging leidt hen tot in een grootwarenhuis. Als Jakke uiteindelijk bij de markies komt, neemt die laatste een hellebaard en probeert Jakke ermee aan te vallen. De markies ziet echter niet dat er een reclamebord boven zijn hoofd hangt en slaat het neer. Het valt op zijn hoofd en hij valt bewusteloos neer. Inspecteur Borstel sluit hem weer op.

### Pipo en vrienden
Pipo is een klein jongetje dat vooral met zijn vriend Jojo steeds kleine ongelukjes tegenkomt.

### De wedrennen
Fransje en zijn vrienden houden races met slakken, maar achter de struiken kijkt iemand mee. Fransje stopt na afloop zijn slakje in oude koffiekan, maar de volgende dag is de slak verdwenen. De jongen vindt echter sporen rond de koffiekan en volgt ze tot in het bos, waar hij verdwaalt. Onderweg vindt hij een everzwijnbig in een valstrik. Hij haalt het beestje eruit. Het biggetje doet zijn verhaal aan zijn vader, die denkt dat het een valstrik van de stroper is. Het grote everzwijn besluit hem een lesje te leren. Fransje klimt op zijn rug. Het zwijn vindt de stroper en loopt hem omver. Fransje vindt zijn slak en de slakken van zijn vriendjes terug. Die bleken ook gestolen. De stroper zag er wel een lekkere maaltijd in en had ze gestolen. De race kan weer beginnen, ook voor de stroper: het everzwijn blijft hem achtervolgen.

### Roland Haspelaar
Roland Haspelaar leeft voor zijn hobby: knutselen. Op een avond komt een mevrouw Paaltjes hem vragen of hij kaarsen heeft, want haar elektriciteit is uitgevallen. Roland besluit die te herstellen. Hij vervangt een zekering, maar brandt zijn broek. Hij blust die in bad, maar er zit stroom op het badwater. Roland probeert ook dat op te lossen. Hij wil vertrekken, maar dan spuit hij per ongeluk olie op het tapijt. Die vlek wil hij bestrijden met een schoonmaakmachine, maar die doet de stoppen weer springen. De teller blijkt nu doorgeslagen. Roland haalt zijn lasapparaat om ook dat op te lossen, maar zet zo de hele stad zonder stroom. Als hij dan toch slaagt en de lichten aangaan, blijkt zijn schoonmaakmachine het tapijt te hebben vernield. Roland wijkt uit voor de kwade mevrouw paaltjes, maar steekt zo een gordijn in de fik. De brandweer komt blussen. Hun ladder blokkeert echter. Roland biedt zijn hulp aan en na een tijdje ligt heel de brandweerwagen uit elkaar.